# Georg August Goldfuss

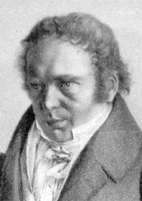
Georg August Goldfuss

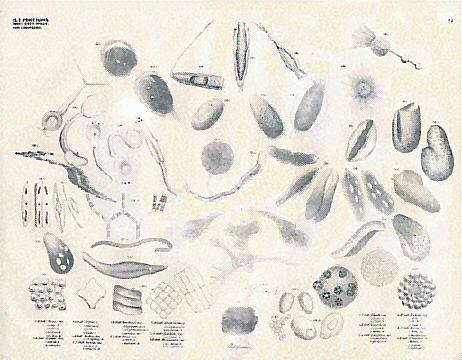
Minh họa từ lớp Protozoa, bộr Infusoria, họ Monades bởi Goldfuss

Georg August Goldfuss (Goldfuß, 18 tháng 4 năm 1782 - 2 tháng 10 năm 1848) là một nhà cổ sinh vật học, nhà động vật học và thực vật học người Đức.
Goldfuss sinh ra tại Thurnau gần Bayreuth. Ông đã theo học Erlangen, nơi ông tốt nghiệp tiến sĩ. năm 1804 và trở thành giáo sư động vật học năm 1818. Sau đó ông được bổ nhiệm làm giáo sư động vật học và khoáng vật học tại Đại học Bonn. Được hỗ trợ bởi Bá tước Georg zu Münster, ông đã xuất bản Petrefacta Germaniae quan trọng (1826-44), một tác phẩm nhằm minh họa hóa thạch không xương sống của Đức, nhưng nó không được hoàn thiện sau bọt biển, san hô, huệ biển, Ngành Da gai và một phần của Mollusca đã được tìm ra. Một bộ sưu tập các mẫu vật thực vật của Goldfuss được đặt tại Đại học Bonn.
Goldfuss died at Bonn.
Năm 1820, ông đặt ra nguyên sinh động vật từ để chỉ những sinh vật đơn bào như trùng lông.